# Interzonenturnier Ohrid 1971

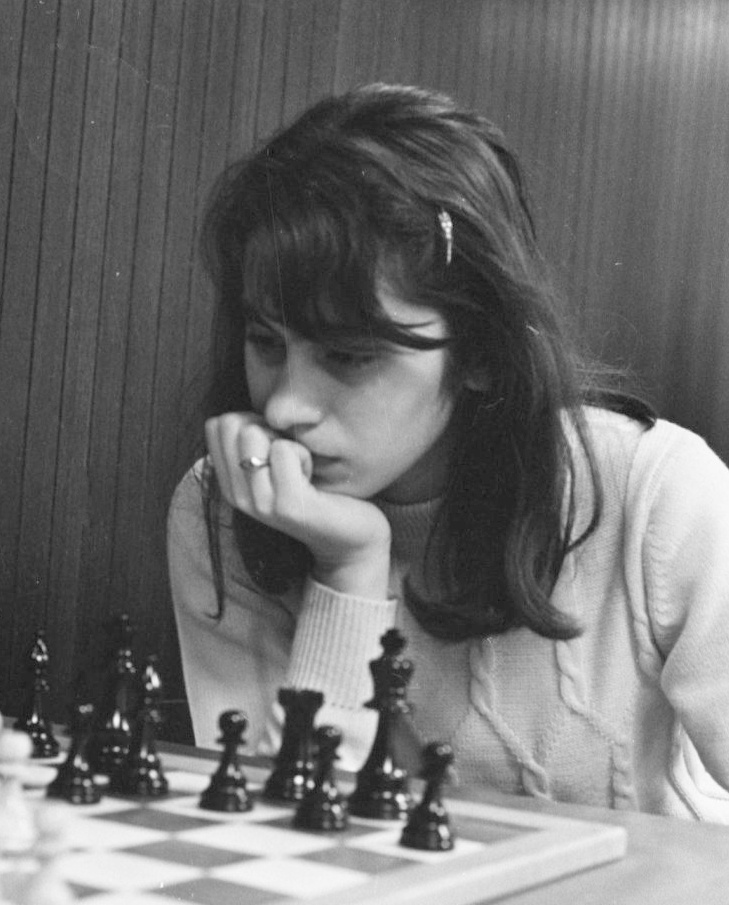
Nana Alexandria (1970)

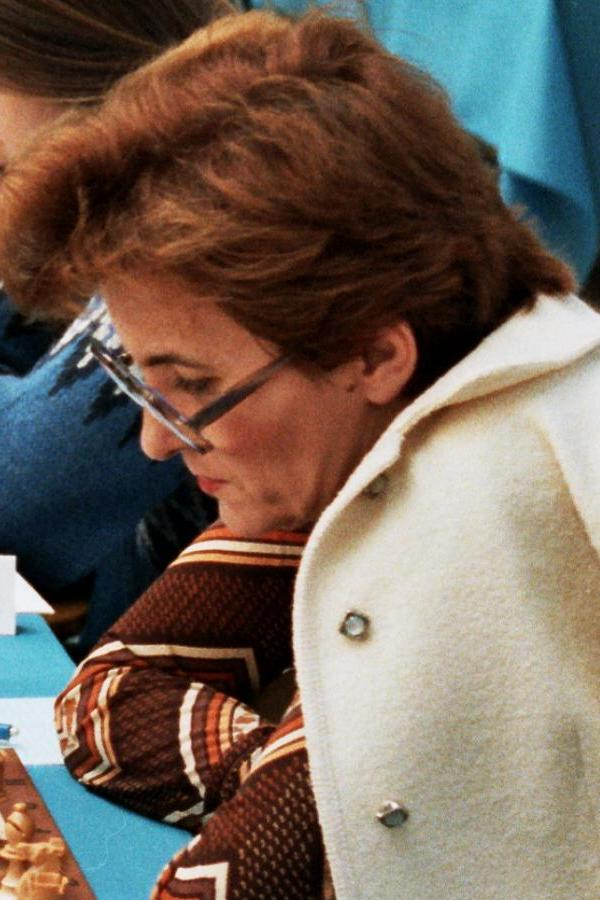
Milunka Lazarević (1982)

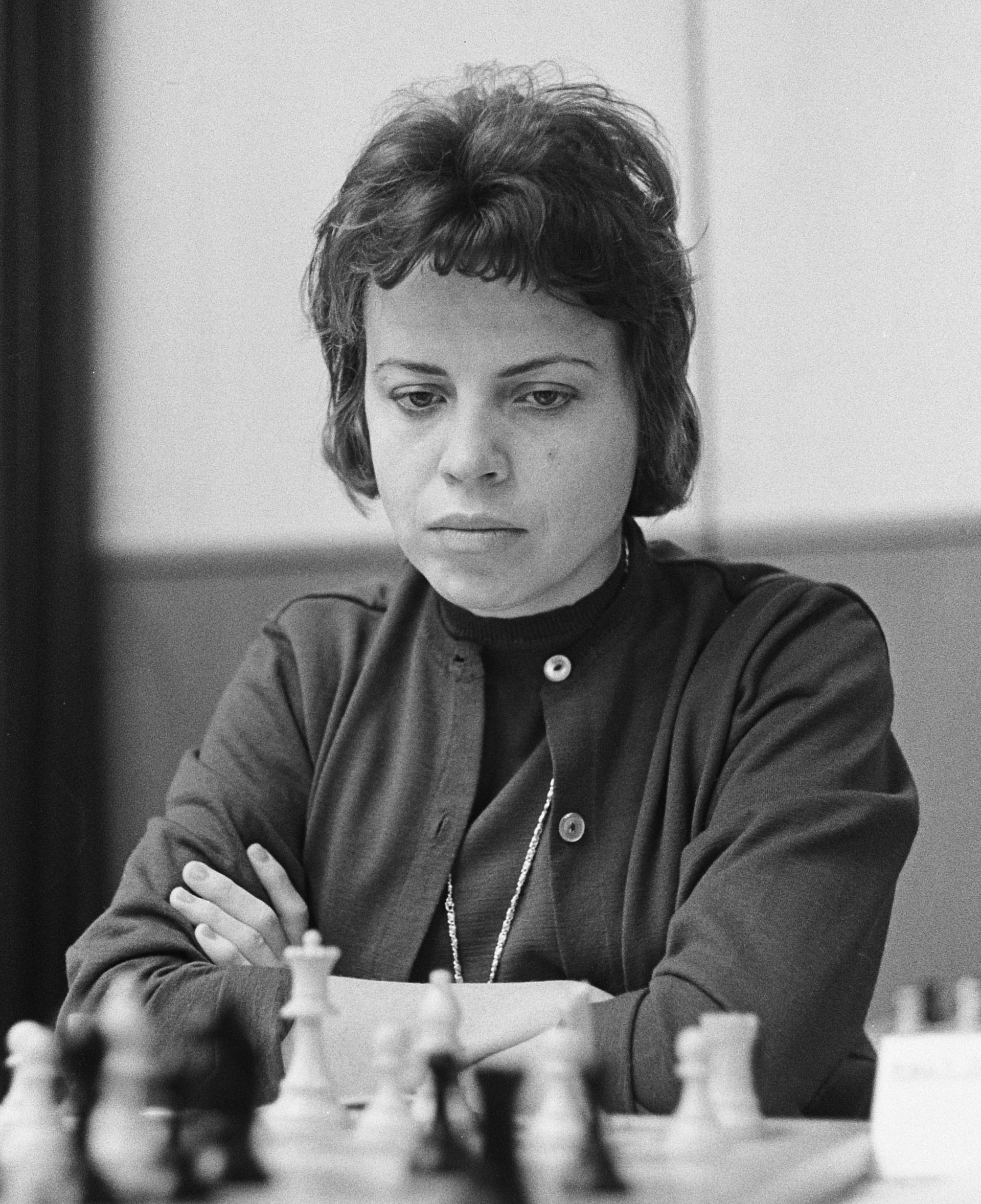
Tatiana Satulowskaja (1964)

Das Interzonenturnier der Frauen 1971 in Ohrid war ein Schachturnier.

## Überblick
Das Interzonenturnier der Frauen fand im Mai 1971 in Ohrid statt. Die ersten drei Teilnehmerinnen qualifizierten sich für die Kandidatenwettkämpfe der Frauen.

## Kreuztabelle
|    | Teilnehmerin           | 01 | 02 | 03 | 04 | 05 | 06 | 07 | 08 | 09 | 10 | 11 | 12 | 13 | 14 | 15 | 16 | 17 | 18 | Punkte |
| -- | ---------------------- | -- | -- | -- | -- | -- | -- | -- | -- | -- | -- | -- | -- | -- | -- | -- | -- | -- | -- | ------ |
| 01 | Nana Alexandria        |    | 0  | ½  | 1  | 1  | ½  | ½  | 1  | ½  | 0  | 1  | 1  | 1  | 1  | 1  | 1  | 1  | 1  | 13     |
| 02 | Milunka Lazarević      | 1  |    | 0  | ½  | 0  | 1  | 0  | ½  | 1  | 1  | ½  | 1  | 1  | ½  | 1  | 1  | 1  | 1  | 12     |
| 03 | Tatiana Satulowskaja   | ½  | 1  |    | 0  | ½  | ½  | ½  | ½  | ½  | ½  | 1  | 1  | ½  | 1  | 1  | 1  | 1  | 1  | 12     |
| 04 | Natalja Konopljowa     | 0  | ½  | 1  |    | 1  | ½  | 1  | 0  | ½  | 1  | 0  | ½  | 1  | 1  | 1  | ½  | ½  | 1  | 11     |
| 05 | Mária Ivánka           | 0  | 1  | ½  | 0  |    | ½  | ½  | 1  | ½  | 0  | 1  | ½  | ½  | 1  | 1  | 1  | 1  | 1  | 11     |
| 06 | Walentina Koslowskaja  | ½  | 0  | ½  | ½  | ½  |    | ½  | ½  | 1  | 1  | ½  | 1  | 1  | 1  | ½  | 0  | 1  | ½  | 10½    |
| 07 | Krystyna Radzikowska   | ½  | 1  | ½  | 0  | ½  | ½  |    | ½  | 1  | ½  | 0  | ½  | ½  | ½  | 0  | 1  | 1  | 1  | 9½     |
| 08 | Elisabeta Polihroniade | 0  | ½  | ½  | 1  | 0  | ½  | ½  |    | ½  | 1  | 1  | ½  | ½  | ½  | ½  | ½  | ½  | 1  | 9½     |
| 09 | Katarina Jovanović     | ½  | 0  | ½  | ½  | ½  | 0  | 0  | ½  |    | 1  | ½  | 1  | ½  | ½  | 1  | 1  | ½  | ½  | 9      |
| 10 | Jelena Rubzowa         | 1  | 0  | ½  | 0  | 1  | 0  | ½  | 0  | 0  |    | 1  | 0  | 1  | ½  | 0  | 1  | 1  | 1  | 8½     |
| 11 | Ružica Jovanović       | 0  | ½  | 0  | 1  | 0  | ½  | 1  | 0  | ½  | 0  |    | ½  | ½  | 1  | 1  | ½  | ½  | 0  | 7½     |
| 12 | Tanja Belamarić        | 0  | 0  | 0  | ½  | ½  | 0  | ½  | ½  | 0  | 1  | ½  |    | ½  | ½  | 1  | 1  | ½  | ½  | 7½     |
| 13 | Tereza Štadler         | 0  | 0  | ½  | 0  | ½  | 0  | ½  | ½  | ½  | 0  | ½  | ½  |    | ½  | ½  | 1  | ½  | ½  | 6½     |
| 14 | Corry Vreeken          | 0  | ½  | 0  | 0  | 0  | 0  | ½  | ½  | ½  | ½  | 0  | ½  | ½  |    | 1  | ½  | 0  | ½  | 5½     |
| 15 | Mona Karff             | 0  | 0  | 0  | 0  | 0  | ½  | 1  | ½  | 0  | 1  | 0  | 0  | ½  | 0  |    | ½  | ½  | 1  | 5½     |
| 16 | Gertrude Baumstark     | 0  | 0  | 0  | ½  | 0  | 1  | 0  | ½  | 0  | 0  | ½  | 0  | 0  | ½  | ½  |    | ½  | 1  | 5      |
| 17 | Ruth Cardoso           | 0  | 0  | 0  | ½  | 0  | 0  | 0  | ½  | ½  | 0  | ½  | ½  | ½  | 1  | ½  | ½  |    | 0  | 5      |
| 18 | Gisela Gresser         | 0  | 0  | 0  | 0  | 0  | ½  | 0  | 0  | ½  | 0  | 1  | ½  | ½  | ½  | 0  | 0  | 1  |    | 4½     |

Im Juli 1971 gewann Natalja Konopljowa einen Stichkampf gegen Mária Ivánka mit 4:2. Sie wäre damit bei Bedarf als Ersatzspielerin für die Kandidatenwettkämpfe eingesetzt worden.